# Ще вчора
«Ще вчора»[джерело?] (яп. おもひでぽろぽろ, Омоіде поро поро, «Краплі спогадів») — повнометражний аніме-фільм, випущений студією Ghibli у 1991 році режисерами Такахатою Ісао та Міядзакі Хаяо. Екранізація однойменної манґи 1982 Хотару Окамото Хотару і Тоне Юко.
Дане аніме стало рідкісним випадком в історії японської анімації, коли для половини сцен (вся сюжетна лінія з головною героїнею в дорослих роках) голоси персонажів були записані заздалегідь, завдяки чому аніматорам вдалося надати персонажам природнішу міміку.

## Сюжет
Двадцятисемирічна дівчина Таеко вирушає з Токіо, де вона живе, в село до родичів, щоб допомогти їм зі збором шафрану. Під час цієї подорожі вона часто подумки повертається в дитинство, у той час, коли навчалася у п'ятому класі. Вона знову і знову переживає давні відкриття, веселі та важкі моменти свого дитячого життя. Здається, що Таеко ще не знайшла своє місце в житті і ця літня подорож допоможе їй розібратися в собі.
Оригінальна манґа Окамото і Тоне була збіркою коротких історій про дитячі роки Таеко в Японії 1966 року. Вся сюжетна лінія про шафран, доросле життя Таеко, її поїздку в село і закоханість у Тосіо, була вигадана Такахатою Ісао спеціально для екранізації.

## Сейю
- Імаї Мікі — Таеко Окадзіма
- Хонна Еко — Таеко в дитинстві
- Янаґіба Тосіро — Тосіо
- Терада Мітіе — Мати Таеко
- Іто Масахіро — Батько Таеко
- Кітагава Тіє — Бабуся Таеко
- Ямасіта Йоріє — Нанако Окадзіма
- Мінова Юкі — Яеко Окадзіма
- Іїдзука Маюмі — Цунеко Тані
- Оситані Меї — Айко
- Коміне Меґумі — Токо
- Такідзава Юкіє —  Ріє
- Ісікава Масасі — Су
- Масуда Юкі — Хірота
- Сато Хіродзумі — Абе
- Ґото Кодзі — Кадзуо
- Ісікава Сатико — Кієко
- Ватанабе Масако — Наоко
- Іто Сін — Баття
- Сендо Такако — Мати Тосіо
- Фурубаясі Йосіхіро — Службовець вокзалу

## Критика
«Ще вчора» став лідером японського кінопрокату в 1991, зібравши 3,18 млрд єн.